# Vanvoorstia bennettiana
Espèce
Synonymes
- Claudea bennettiana Harvey, 1859[2]
- Sonderia bennettiana (Harvey) F.von Müller, 1890[2]

Statut de conservation UICN

 EX  : Éteint
Vanvoorstia bennettiana est une espèce éteinte d'algues rouges d'Australie de la famille des Delesseriaceae. Elle a été dénommée en souvenir du naturaliste George Bennett.